# Sheer Heart Attack (альбом)
Sheer Heart Attack — третий студийный альбом британской рок-группы Queen, выпущенный 8 ноября 1974 года.

## Об альбоме
Первая известность, равно как и коммерческий успех, пришла к группе именно с этой пластинкой, а песня «Killer Queen» стала их первым громким хитом, достигнув второго места в Англии. Сам альбом также достиг второго места в британском и 12-го в Billboard Top LPs & Tape в 1975 году.
Текст для «Stone Cold Crazy» был написан Меркьюри ещё до создания Queen, но песня вышла лишь на данном, третьем альбоме.
Процесс подготовки альбома был осложнён болезнью Мэя, который заразился гепатитом. Это обнаружилось во время американского турне 1973 года, которое пришлось отменить: Брайану прописали шестимесячный постельный режим. Концертный тур проходил с 30 октября 1974 года по 1 мая 1975 года, всего было сыграно 76 концертов.
Журнал Classic Rock, поставив альбом на 16-ю позицию в своём рейтинге «100 лучших рок-альбомов всех времён», писал, что это — во всех отношениях гениальный альбом, хотя похвала обычно достаётся его преемнику: «Sheer Heart Attack — это релиз группы, абсолютно уверенной в собственном неповторимом блеске и наслаждающейся своим статусом удачливой рок-н-ролльной команды».

## Список композиций
Все партии ведущего вокала выполнены Фредди Меркьюри, за исключением указанных.
| №  | Название             | Автор(ы)        | Ведущий вокал                | Длительность |
| -- | -------------------- | --------------- | ---------------------------- | ------------ |
| 1. | «Brighton Rock»      | Брайан Мэй      | Фредди Меркьюри и Брайан Мэй | 5:08         |
| 2. | «Killer Queen»       | Фредди Меркьюри |                              | 3:01         |
| 3. | «Tenement Funster»   | Роджер Тейлор   | Роджер Тейлор                | 2:48         |
| 4. | «Flick of the Wrist» | Фредди Меркьюри |                              | 3:19         |
| 5. | «Lily of the Valley» | Фредди Меркьюри |                              | 1:43         |
| 6. | «Now I’m Here»       | Брайан Мэй      |                              | 4:10         |

| №                   | Название                                   | Автор(ы)                                               | Ведущий вокал       | Длительность |
| ------------------- | ------------------------------------------ | ------------------------------------------------------ | ------------------- | ------------ |
| 1.                  | «In the Lap of the Gods»                   | Фредди Меркьюри                                        |                     | 3:20         |
| 2.                  | «Stone Cold Crazy»                         | Фредди Меркьюри, Брайан Мэй, Роджер Тейлор, Джон Дикон |                     | 2:12         |
| 3.                  | «Dear Friends»                             | Брайан Мэй                                             |                     | 1:07         |
| 4.                  | «Misfire»                                  | Джон Дикон                                             |                     | 1:50         |
| 5.                  | «Bring Back That Leroy Brown»              | Фредди Меркьюри                                        |                     | 2:13         |
| 6.                  | «She Makes Me (Stormtrooper in Stilettos)» | Брайан Мэй                                             | Брайан Мэй          | 4:08         |
| 7.                  | «In the Lap of the Gods… Revisited»        | Фредди Меркьюри                                        |                     | 3:42         |
| Общая длительность: | Общая длительность:                        | Общая длительность:                                    | Общая длительность: | 38:41        |

## Участники записи
Queen:
- Фредди Меркьюри — вокал, клавишные
- Брайан Мэй — гитара, клавишные, вокал
- Джон Дикон — бас-гитара
- Роджер Тейлор — ударные, перкуссия, клавишные, вокал

## Позиции в хит-парадах и показатели продаж
| Год       | Хит-парад                                  | Высшая позиция | Пребывание в чарте |
| --------- | ------------------------------------------ | -------------- | ------------------ |
| 1974—1975 | Австралия (Kent Music Report)              | 19             | нет данных         |
| 1974—1975 | Великобритания (UK Albums Chart)           | 2              | 47 недель          |
| 1974—1975 | Канада (RPM Albums Chart)                  | 6              | 15 недель          |
| 1974—1975 | Нидерланды (Nationale Hitparade LP Top 20) | 7              | 11 недель          |
| 1974—1975 | Норвегия (VG-lista)                        | 9              | 22 недели          |
| 1974—1975 | США (Billboard Top LPs & Tape)             | 12             | 32 недели          |
| 1974—1975 | Финляндия (Suomen virallinen lista)        | 7              | 23 недели          |
| 1974—1975 | Франция (SNEP)                             | 6              | 8 недель           |
| 1974—1975 | Япония (Oricon)                            | 23             | нет данных         |
|           |                                            |                |                    |
| 2011      | Шотландия (Scottish Albums Chart)          | 83             | 1 неделя           |
|           |                                            |                |                    |
| 2019      | Франция (SNEP)                             | 241            | 1 неделя           |

| Год  | Хит-парад                          | Позиция |
| ---- | ---------------------------------- | ------- |
| 1975 | Австралия (Kent Music Report)      | 96      |
| 1975 | Великобритания (Gallup Poll)       | 39      |
| 1975 | Канада (RPM Year-End)              | 43      |
| 1975 | Нидерланды (Buma/Stemra)           | 32      |
| 1975 | США (Billboard Top Popular Albums) | 36      |

| Регион | Сертификация | Продажи  |
| --- | ------------ | -------- |
| Великобритания (BPI) | Платиновый   | 300 000^ |
| Канада (Music Canada) | Золотой      | 50 000^  |
| США (RIAA) | Золотой      | 500 000^ |
| Япония (RIAJ) | Золотой      | 100 000^ |
| ^ Данные о тиражах приведены только на основе сертификации. · Данные о продажах + прослушиваниях приведены только на основе сертификации. |              |          |